# تویوو آسمر
تویوو آسمر (استونیایی: Toivo Asmer؛ زادهٔ ۸ ژانویهٔ ۱۹۴۷) کارآفرین، خواننده، راننده خودروی مسابقه‌ای، سیاستمدار و نماینده سابق اهل استونی است. وی از سال ۱۹۹۹ تا ۲۰۰۳ وزیر امور منطقه‌ای جمهوری استونی بوده است.